# Longju, Chongqing
Longju (kinesiska: 龙驹) är en köping i sydvästra Kina. Den ligger i stadsdistriktet Wanzhou i storstadsområdet Chongqing, omkring 230 kilometer nordost om det centrala stadsdistriktet Yuzhong. Antalet invånare är 31 982. Befolkningen består av 15 955 kvinnor och 16 027 män. Barn under 15 år utgör 22,0 %, vuxna 15-64 år 61 %, och äldre över 65 år 15,0 %.